# Biak

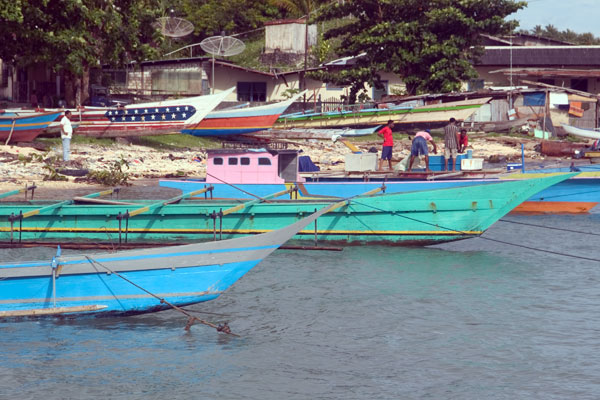
Barche da pesca allineate a Kota Biak.

Biak è una piccola isola situata nella Baia di Cenderawasih, nei pressi della costa settentrionale del Papua, una provincia indonesiana, a nord-ovest della Nuova Guinea. Fa parte dell'arcipelago delle Isole Schouten e presenta numerosi atolli e barriere coralline.
Il villaggio più grande è Kota Biak («Città di Biak»), sulla costa meridionale. Il resto dell'isola è scarsamente popolato e vi si incontrano solo piccoli villaggi.

## Storia
Gurabesi  era un leggendario leader papuano di Biak nella Nuova Guinea occidentale, l'attuale Indonesia, che ebbe un ruolo importante nel legare parte dei papuani al sultanato islamico di Tidore. Si ritiene comunemente che sia fiorito nel XV o all'inizio del XVI secolo, sebbene altre fonti indichino una data successiva. La sua storia simboleggia l'inizio della comunicazione tra la cultura malayo-islamica e quella papuana.
Durante la seconda guerra mondiale, su Biak era situato un aeroporto strategico dell'esercito imperiale giapponese, che serviva come base per le operazioni nel teatro di guerra della Nuova Guinea. Le forze statunitensi sbarcarono sull'isola il 27 maggio 1944 e impiegarono ben tre mesi per piegare la fanatica resistenza dei circa 7.000 soldati giapponesi, appoggiati a un intricato sistema di fortificazioni sotterranee e da un piccolo reparto di carri armati leggeri Type 95 Ha-Go. L'aeroporto occupato venne ribattezzato Aeroporto di Mokmer e successivamente fu affidato alla Royal Australian Air Force.

### Il massacro di Biak
Il 1º luglio del 1998 (anniversario della fallita dichiarazione d'indipendenza del Papua nel 1971) Biak divenne il teatro di quell'avvenimento noto comunemente come «massacro di Biak» o «Bloody Biak». Indigeni papua e membri dell'Organasi Papua Merdeka (Movimento Papua Libera) innalzarono la loro bandiera tradizionale, la «Stella del Mattino», su una torre idrica di Kota Biak e si accamparono nella zona per i successivi sei giorni.
Alle 5 e 30 del mattino del 6 luglio del 1998 la dimostrazione venne repressa nel sangue dagli uomini del Tentara Nasional Indonesia (TNI o Esercito Indonesiano). Molti manifestanti vennero raggiunti dagli spari mentre cercavano di fuggire. I sopravvissuti furono circoscritti sulle banchine del porto, dove rimasero per alcuni giorni mentre venivano catturati altri dimostranti.
Circa 200 dimostranti vennero fatti imbarcare a forza su due navi indonesiane dirette verso due differenti località e poi gettati nell'oceano. Nei giorni seguenti, i corpi furono gettati dalle onde sulle coste di Biak o rimasero impigliati nelle reti da pesca. Gli uomini del TNI sostennero che quei corpi appartenevano alle vittime dello tsunami di Aitape, un'isola situata a 1000 km di distanza, in Papua Nuova Guinea.

## Demografia
Gli abitanti di Biak sono prevalentemente melanesiani di fede cristiana. La lingua ufficiale è l'indonesiano, ma quella più parlata è il biak. Altre lingue utilizzate, ma più raramente, sono l'olandese e l'inglese.

## Clima
| Biak (Fonte)       | Mesi | Mesi | Mesi | Mesi | Mesi | Mesi | Mesi | Mesi | Mesi | Mesi | Mesi | Mesi | Stagioni | Stagioni | Stagioni | Stagioni | Anno |
| Biak (Fonte)       | Gen  | Feb  | Mar  | Apr  | Mag  | Giu  | Lug  | Ago  | Set  | Ott  | Nov  | Dic  | Inv      | Pri      | Est      | Aut      | Anno |
| ------------------ | ---- | ---- | ---- | ---- | ---- | ---- | ---- | ---- | ---- | ---- | ---- | ---- | -------- | -------- | -------- | -------- | ---- |
| T. max. media (°C) | 29   | 28   | 29   | 29   | 29   | 29   | 28   | 29   | 29   | 29   | 30   | 29   | 28,7     | 29       | 28,7     | 29,3     | 28,9 |
| T. min. media (°C) | 25   | 25   | 25   | 25   | 25   | 25   | 25   | 25   | 25   | 25   | 25   | 25   | 25       | 25       | 25       | 25       | 25   |

| Biak (Fonte)        | Mesi | Mesi | Mesi | Mesi | Mesi | Mesi | Mesi | Mesi | Mesi | Mesi | Mesi | Mesi | Stagioni | Stagioni | Stagioni | Stagioni | Anno  |
| Biak (Fonte)        | Gen  | Feb  | Mar  | Apr  | Mag  | Giu  | Lug  | Ago  | Set  | Ott  | Nov  | Dic  | Inv      | Pri      | Est      | Aut      | Anno  |
| ------------------- | ---- | ---- | ---- | ---- | ---- | ---- | ---- | ---- | ---- | ---- | ---- | ---- | -------- | -------- | -------- | -------- | ----- |
| Precipitazioni (mm) | 250  | 240  | 250  | 200  | 250  | 230  | 250  | 240  | 220  | 180  | 190  | 230  | 720      | 700      | 720      | 590      | 2 730 |

Biak presenta un clima equatoriale, con temperature pressoché costanti durante tutto il corso dell'anno. La temperatura media annuale di Kota Biak è di 27 °C, che è inoltre la sua temperatura media diurna. Biak riceve ogni mese una notevole quantità di precipitazioni, per una media di 2730 mm di pioggia all'anno. I mesi più secchi, ottobre e novembre, ricevono ugualmente una quantità di pioggia di poco inferiore ai 200 mm il mese.

## Trasporti
Biak è collegata con le altre isole indonesiane dall'Aeroporto Frans Kaisiepo, da cui partono voli per tutta l'Indonesia.
Nel 2011 è stata inoltre inaugurata sull'isola una base per lanci satellitari. La posizione equatoriale permette efficienti lanci verso orbite equatoriali e sub-equatoriali.

## Flora e fauna

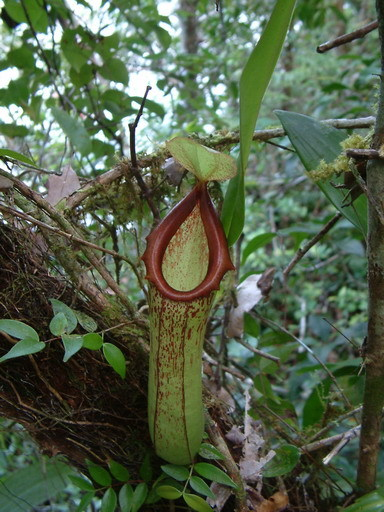
Su Biak cresce la pianta carnivora Nepenthes insignis.

La foresta pluviale che ricopre Biak è stata designata con il nome di foresta pluviale di Biak-Numfoor ed ospita il più elevato numero di specie endemiche di uccelli della Nuova Guinea.
La foresta pluviale tropicale ospita inoltre numerose specie di piante, tra cui una gran varietà di alberi e di altre specie importanti da un punto di vista commerciale; sulle coste crescono lussureggianti foreste di mangrovie.